# Empecta gracilis
Empecta gracilis är en skalbaggsart som beskrevs av Marc Lacroix 1989. Empecta gracilis ingår i släktet Empecta och familjen Melolonthidae. Inga underarter finns listade i Catalogue of Life.